# 米舍利娜·奥斯特梅耶
米舍利娜·奥斯特梅耶（法語：Micheline Ostermeyer，1922年12月23日—2001年10月17日），法国田径运动员、钢琴家。
奥斯特梅耶从小随父母移居突尼斯，自小喜爱音乐，并考入巴黎音乐学院学习钢琴。二战期间，她回到突尼斯家中避难，并开始练习体育。1948年，奥斯特梅耶从巴黎音乐学院毕业，并在当年奥运会上夺得三枚奖牌。
此后，她退出体育界，专心于钢琴生涯，直至逝世。